# Pique (minería)
El pique, en minería, es una perforación en forma vertical en la cual se puede descender en cabrias (ascensores) a profundidades de la tierra. Éstas, por lo general, en la pequeña minería suelen tener profundidades que van de 25 metros y en la gran minería tener profundidades de 1000 metros.
Al fondo de los piques se encuentran galerías, las cuales son fortificadas, ventiladas e iluminadas, su tendencia es en forma horizontal ( tipo túneles) que se dirigen a frentes de explotación de minerales, ya sea carbón, cobre u otros.
Los piques se usan a interior mina para poder acarrear mineral de un nivel superior a otro inferior, a esos piques se les llama Piques de acarreo.

## Piques existentes en la zona del Carbón - Chile, Octava Región

### CoronelSchwager
Actualmente se encuentra cerrado, después que la empresa Carbonífera Schwager, decidiera su cierre, después de la explosión en la cual fallecieron 21 mineros  tras un accidente de explosión de gas grisú, ocurrido el 30 de agosto del año 1994. Su ubicación está en el Sector Maule, se conoce como Pique Arenas Blancas, tiene una profundidad de 900 metros bajo el nivel del mar.

### Lota
Actualmente se encuentra cerrado, después que la Empresa Nacional del Carbón (ENACAR), decidiera su cierre el 16 de abril del año 1997, producto de los procesos productivos, y el bajo costo del mineral. Este pique se encuentra en el sector de punta Pique al norte del Parque Isidora Cousiño, se conoce con el nombre de Carlos Cousiño (quien fuera hijo de Isidora Goyenechea y Luis Cousiño), y tiene una profundidad de 500 metros bajo el nivel del mar.